# پادشاه بالام

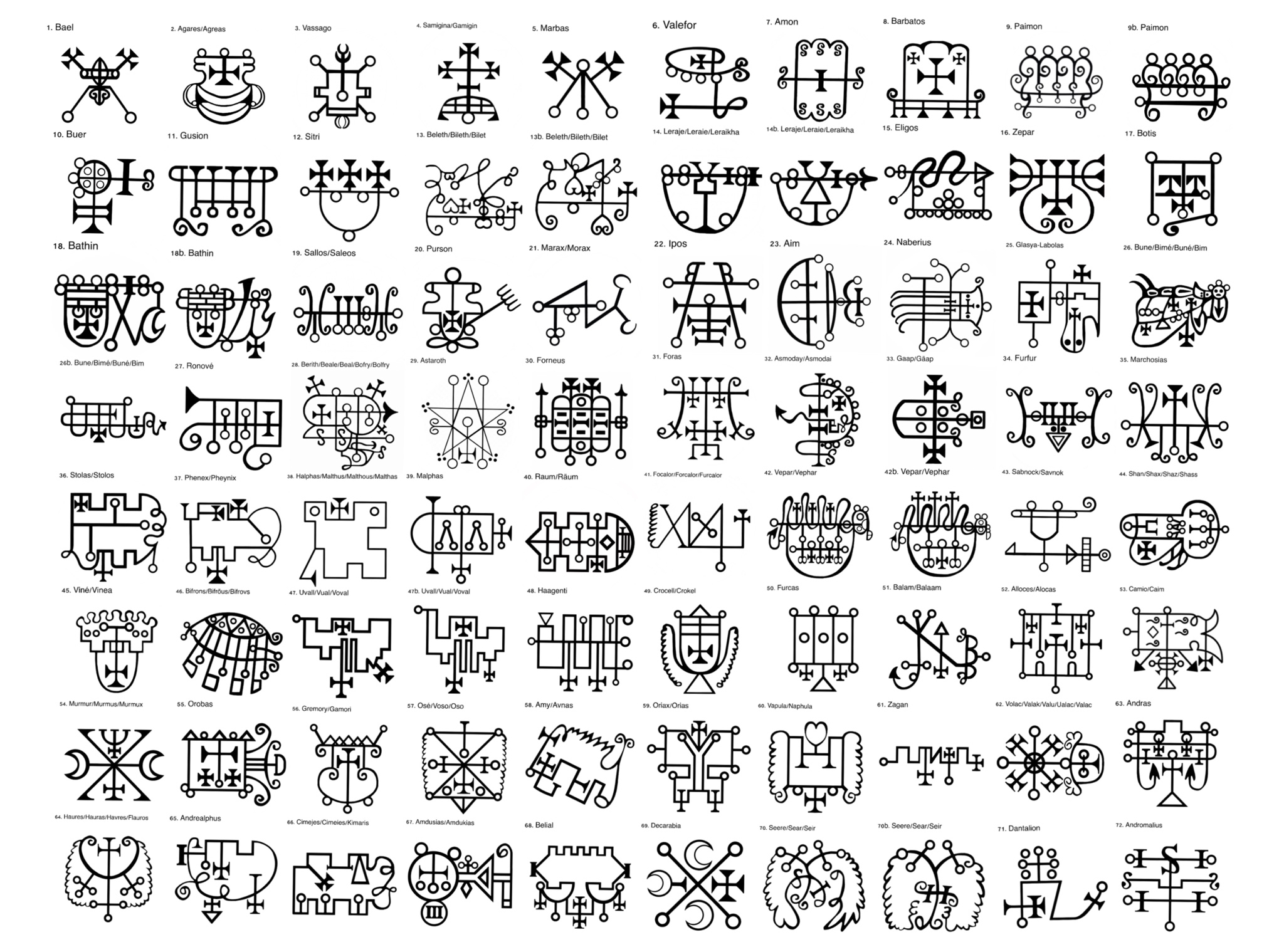
72 سیسیل

در دیوشناسی، پادشاه بالام (انگلیسی: Balam)، پادشاه بزرگ و قدرتمند جهنم (بعضی از نویسندگان لقب دوک یا پرنس را به او داده‌اند) است که بیش از پنجاه سپاه دیو را فرماندهی می‌کند. او جواب‌های مناسبی به سوالاتی در مورد گذشته، حال و آینده می‌دهد، و همچنین می‌تواند مردان را نامرئی کند.
بالام به صورت موجودی سه‌سر شرح داده شده‌است. یکی از سرهایش، سر گاو نر است، سر دیگر سر مرد است و سر سوم آن سر گوسفند است. او چشمانی شعله‌ور و دم سرپنت (نوعی مار افسانه‌ای) دارد. او روی شانه‌اش یک قوش حمل می‌کند و سوار بر یک خرس است. در مواقعی این گونه نشان داده می‌شود که مردی برهنه سوار بر خرس است.
این گونه به نظر می‌رسد که نام او از بلعم باعورا گرفته شده‌است.